# Flavio Biondo
Flavio Biondo (cunoscut și sub numele umanist Blondus Flavius; n. 1388, Forlì, Italia – d. 4 iunie 1463, Roma, Statele Papale) a fost un istoric și umanist italian al Renașterii.
El a fost primul care a folosit termenul Evului Mediu și a fost primul care «a analizat monumentele antice ale Romei printr-o adevărată metodă arheologică». Este unul dintre primii istorici italieni care a vorbit despre latinitatea poporului român.

## Biografia
Născut în anul 1392 în orașul Forlì, în Provincia Romandiolæ din Statele Papale, a avut o educație excelentă încă din copilărie. S-a mutat la Roma în 1433 unde a lucrat la secretariatul papal în 1444 și a început activitatea de birocrat. El a fost notar al Camerei Apostolice, secretar al papilor Eugen al IV-lea, Nicolae al V-lea, Calixt al III-lea și Pius al II-lea. A fost autorul a trei enciclopedii care stau la baza tuturor lucrărilor ulterioare despre Roma antică.

## Opere

### Despre vestigiile romane

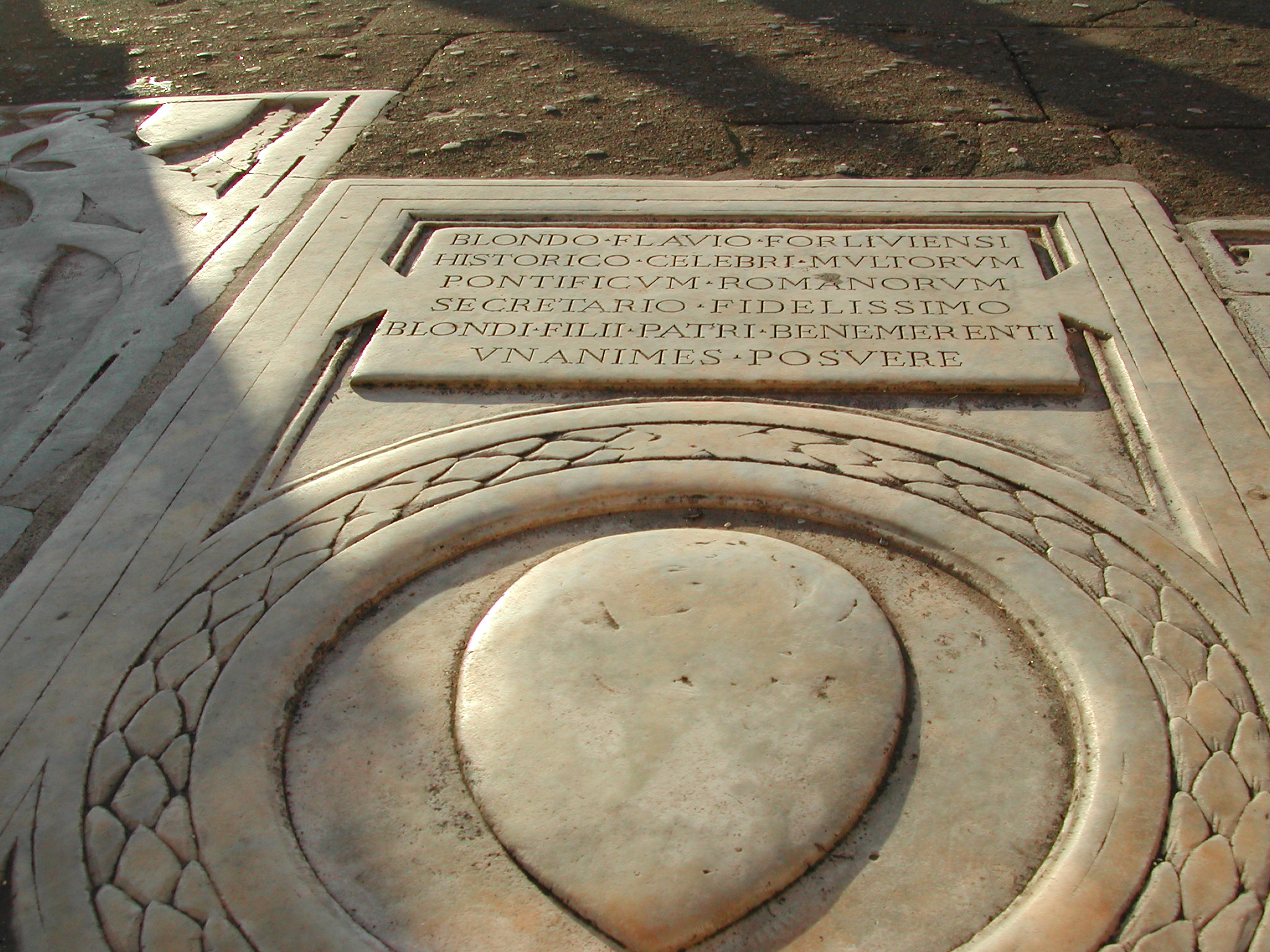
Piatra funerară lui "Biondo Flavio da Forlì" în Santa Maria in Aracoeli, Roma.

Biondo a publicat trei ghiduri documentate și sistematice despre ruinele Romei antice, ceea ce i-a dat reputația de a fi primul dintre arheologi. La vremea sa, în Roma, memoria identității clădirilor antice ale căror ruine zăceau era pierdută în mare parte. Când în 1430 Poggio Bracciolini a urcat pe Capitoliu, a văzut în jurul lui doar câmpuri abandonate: în locul Forumului Roman era o crescătorie de porci, iar vegetația creștea liber. Flavio Biondo și colegii săi umaniști precum Leon Battista Alberti au început să se ocupe de arhitectura, topografia și istoria Romei antice, atât documentându-se asupra surselor autorilor clasici, cât și prin explorarea și examinarea vestigiilor antice.
Prima lucrare a lui Biondo, publicată în trei volume între anii 1444 și 1446, a fost De Roma instaurata („Roma restaurată”), o reconstrucție a topografiei Romei antice și târzii, bazată atât pe examinarea exactă a surselor literare ale autorilori antici, cât pe cercetarea arheologică a ruinelor care pe vremea acea vreme erau încă vizibile. În 1459 a publicat popularul De Roma triumphante („Triumfurile Romei”), care povestește despre istoria Romei păgâne ca model pentru guvernarea și activitățile militare contemporane. Cartea a avut o mare influență în reînvierea patriotismului și a respectului pentru Roma antică și în prezentarea Stalului Papal ca continuarea Imperiului Roman.

### Lucrările despre istorie
Cele mai importante lucrări ale lui Biondo în domeniul istoric au fost Italia illustrata (Italia ilustrată), scrisă între 1448 și 1458 și publicată în 1474, și Historiarum ab inclinatione Romanorum imperii decenii („Deceniile istorice de la declinul Imperiului Roman”), scrisă între 1439 și 1453 și publicată în 1483.
Italia illustrata este o carte de istorie și geografie, bazată pe călătoriile personale ale autorului din punctul de vedere geografic, și prezintă istoria celor optsprezece provincii ale Italiei de atunci. Povestea începe odată cu Republica Romană și Imperiul Roman, trece prin 400 de ani de invazii barbare și propune ulterior o analiză a lui Carol cel Mare și a împăraților Sfântului Imperiu Roman. În această lucrare, pe lângă studiile de istorie și geografie, Flavio Biondo realizează studii despre istoria artei și literaturii; el este primul care a făcut o istorie a literaturii umaniste, evident cu o perspectivă contemporană și în numele redescoperirii elocvenței latine și grecești. Acest excursus despre istoria literaturii se află în descrierea regiunii „Romandiola”, unde Biondo s-a născut, astăzi corespunzătoare cu Romagna. Biondo a acordat o importanță deosebită lumii contemporane, actualizându-și opera de-a lungul anilor, după cum reiese din corecțiile autografice făcute pe manuscrisul Ottoboniano Latino 2369 din Biblioteca Apostolică Vaticană.
Cea mai mare lucrare a lui Biondo a fost Historiarum, în 32 de cărți, o istorie a Europei din anul 412 (doi ani după Jefuirea Romei din 410) până în anul în care scria autor, 1442. Această operă folosește doar surse primare și constatate, și introduce conceptul Evului Mediu, care acoperă întreaga perioadă de la căderea Imperiului Roman până în perioada autorului, deși autorul nu indică niciodată această perioadă cu o definiție precisă.

## Despre limba vulgară italiană
El s-a opus teoriei lui Leonardo Bruni potrivit căreia latina a suferit corupție și mutații din interior care au dus la nașterea limbii vulgare vorbită în Italia; în schimb, el a susținut că cauza mutației limbii latine a fost agresiunea externă a popoarelor lombarde. Studiile lingvistice moderne au arătat că cele două teorii nu sunt de fapt incompatibile și că latina a evoluat atât din motive interne, cât și externe.

## Despre limba folosită de poporul român
Într-un tratat scris în 1453 despre războiul împotriva turcilor, Biondo spunea că românii, pe care îi întâlnise în timp ce vizitau Roma, foloseau o limbă neolatină, și erau mândri de trecutul lor roman:
Et qui e regione Danubio item adiacent Ripenses Daci, sive Valachi, originem, quam ad decus prae se ferunt praedicantque Romanam, loquela ostendunt, quos catholice christianos Romam quotannis et Apostolorum limina invisentes aliquando gavisi sumus ita loquentes audire, ut, quae vulgari communique gentis suae more dicunt, rusticam male grammaticam redoleant latinitatem.
Traducere:[...] dacii sau valahii susțin că au origini romane și cred că acest fapt este un decor în sine. M-am bucurat să aud că cei care vizitaseră Roma și reședința apostolilor în fiecare an în mod catolic, când vorbeau limba oamenilor lor comuni și simpli, aceasta binemirosea a un latin de țăran, greșit din punct de vedere gramatical.